# حروب جنس نسوية

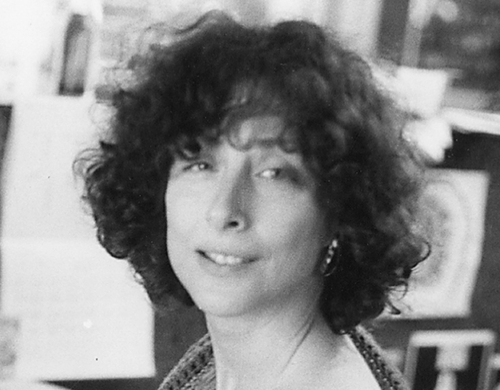

حروب الجنس النسوية، أو حروب الجنس المثلية، أو حروب الجنس، أو الحروب الإباحية (بالإنجليزية: feminist sex wars)، مصطلحاتٌ تستخدم للإشارة إلى النقاشات الجماعية بين النسويات فيما يتعلق بعدد من القضايا المنسوبة بشكل عام للجنسانية والنشاط الجنسي. استقطبت الاختلافات في الرأي حول قضايا الجنسانية في أواخر سبعينيات القرن الماضي وأوائل الثمانينيات الحركة النسوية بعمق، خاصة المفكرات النسويات البارزات، واستمرت في التأثير على النقاش بين النسويات حتى يومنا هذا.
انقسمت حركة النسوية إلى مجموعتين: (النسوية المناهضة للإباحية، والنسوية الإيجابية تجاه الجنس) نتيجة لمناقشات واختلافات متعلقة بالجنسانية، بما في ذلك الإباحية، والإغراء الجنسي، والدعارة، والممارسات الجنسية المثلية، ودور النساء المتحولات جنسيًا في مجتمع المثليات، والسادومازوخية، وغيرها من القضايا الجنسية. يرى العديد من المؤرخين أن حروب الجنس النسوية كانت نهاية حقبة الموجة النسوية الثانية (التي بدأت في عام 1963) وبشيرا للموجة الثالثة (التي بدأت في أوائل التسعينيات).

## وجهتا نظر مختلفتين
عُرفت كل مجموعة من النسوية بالنسوية المناهضة للإباحية، والنسوية الإيجابية تجاه الجنس.

### النسوية المناهضة للإباحية
نظمت أندريا دوركين في عام 1976 مظاهرات مناهضة لفيلم «سنوف» في نيويورك، وفشلت محاولات إنشاء منظمة لمواصلة الحملة النسائية المناهضة للإباحية. كانت الجهود أكثر نجاحًا في لوس أنجلوس، أُسّست حركة «نساء ضد العنف ضد المرأة» في عام 1976 كردة فعل على فيلم «سنوف». أقامت الحركة حملة ضد ألبوم «بلاك آند بلو» لفرقة رولينج ستونز عام 1976. اكتسبت الحركة المناهضة للإباحية في الولايات المتحدة أساسًا صلبًا بتأسيس منظمة «نساء ضد العنف في المواد الإباحية والإعلام» في عام 1977 في سان فرانسيسكو عقب مؤتمر عام 1976 حول العنف ضد المرأة الذي عقدته المراكز النسائية المحلية، وكان من بين الأعضاء الأوائل سوزان غريفين، وكاثلين باري، ولورا ليدرر.
نظمت حركة «نساء ضد العنف في المواد الإباحية والإعلام» أول مؤتمر وطني حول المواد الإباحية في سان فرانسيسكو في عام 1978 والذي تضمن أول مسيرة لمنظمة (Take Back the Night). أدى المؤتمر إلى تأسيس منظمة نساء مناهضات للمواد الإباحية في نيويورك عام 1979 تحت شعار «نساء ضد الإباحية»، وإلى منظمات مماثلة وجهود تبذل في جميع أنحاء الولايات المتحدة. قامت بيج ميليش في عام 1983 -عضو لمرة واحدة في نساء ضد العنف في المواد الإباحية والإعلام ونساء ضد الإباحية- بتأسيس «نسويات يحاربن الإباحية» للتركيز على النشاط السياسي الذي يسعى لإجراء تغييرات قانونية للحد من صناعة الإباحية. أرادت أندريا دوركين، وكاثرين ماكينون قوانين مدنية تقيد صناعة الإباحية، ولهذه الغاية صيغت تشريعات لاعتبار الإباحية تعدٍ على الحقوق المدنية للنساء، والمعروف باسم مرسوم دوركين- ماكينون.

### النسوية الإيجابية تجاه الجنس
بداية من عام 1979 كانت الصحفية النسوية إلين ويليس واحدة من أوائل الأصوات التي انتقدت المناصرين لمناهضة المواد الإباحية بسبب ما وصفته بأنه تعصب جنسي، وتسلط أخلاقي، وتهديد لحرية التعبير. رد فعل النسوية الإيجابية تجاه الجنس على النسوية المناهضة للإباحية هو الذي روج للجنس كوسيلة للمتعة عند المرأة، حيث ترى الحركة أن النسوية المناهضة للإباحية تنحاز مع حرب التيار اليميني السياسي على الجنس الترفيهي والإباحية.
شملت مجموعات النسوية الإيجابية تجاه الجنس المبكرة سامويز (حركة نسوية إيجابية الجنس تتضمن ممارسات بي دي إس إم). تأسست في سان فرانسيسكو في عام 1978، وكان من بين أعضائها الأوائل جايل روبن، وبات كاليفيا، ومافيا الجنس النسوي المثلي، والتي أسسها دوروثي أليسون، وجو أرنون في نيويورك في عام 1981.
في عام 1984 تم تشكيل فرقة النسوية المناهضة للرقابة من قبل إلين ويليس ردًا على مرسوم دوركين- ماكينون. في عام 1989، شُكّلت حركة «نسوية ضد الرقابة» في المملكة المتحدة، تضم أعضاءً بما فيهم أفيدون كارول، وحركة «نسوية مجانًا» التي أسست في الولايات المتحدة في عام 1992 بأعضاء مثل فيرونيكا فيرا، وكانددا رويال.

## أحداث رئيسية
حددت المنظمة الوطنية للمرأة في أكتوبر عام 1980، ما أصبح يُعرف باسم «الأربعة الكبار» من خلال الإعلان أن مجامعة الأطفال، والمواد الإباحية، والسادومازوخية، والجنس العام تصنف تحت الاستغلال، أو العنف، أو اقتحام الخصوصية، وليست تفضيلًا جنسيًا أو ميولًا.
ووقعت واحدة من أكثر الصدامات التي لا تُنسى بين النسوية الإيجابية تجاه الجنس، والنسوية المناهضة للإباحية في مؤتمر بارنارد للجنسانية لعام 1982. استُبعدت النسوية المناهضة للإباحية من لجنة التخطيط للمناسبات، لذا نظمن حشدًا خارج المؤتمر لإظهار ازدرائهن.

## مناظرات
اشتبك جانبا النسوية حول عدد من القضايا، أفضى إلى نقاشات حادة سواء فردية، أم في وسائل الإعلام المختلفة.

### مناقشة المواد الإباحية
مع اقتراب نهاية سبعينيات القرن الماضي، تحول الكثير من الخطاب في الحركة النسوية من مناقشة النسوية المثلية إلى التركيز على موضوع الجنسانية الجديد. كانت إحدى الاهتمامات الرئيسية المتعلقة بالجنسانية هي قضية المواد الإباحية، والتي تسببت في انقسام كبير بين النسويات.
كان الجانبان المعترف بهما في النقاش هما النسوية المناهضة للإباحية، والنسوية الإيجابية تجاه الجنس. تطورت الحركات المناهضة للإباحية من الحجج الأساسية التي أظهرتها المثليات جنسيًا، مثل فكرة العلاقات الجنسية في مجتمع ذكوري (نظام أبوي أو البطريركية). وصفت إيلين ويليس هذه العلاقات بأنها «قائمة على طاقة الذكور مدعومة بقوتهم». من هذا المنظور، تُنتج المواد الإباحية للرجال فقط ومن قبل الرجال، وهو انعكاس مباشر للهيمنة الذكورية الذي يحيط بالعلاقات الجنسية. كانت هناك فكرة أخرى مأخوذة من المجموعات النسائية المناهضة للإباحية مثل أن النشاط الجنسي يدور حول خلق رابطة مرهفة، وعلاقة دائمة مع شخص آخر، عكس اعتقاد الطبيعة الجسدية البحتة للجنس.
جادلت أندريا دوركين في كتابها «الإباحية: الرجال يهيمنون على النساء»، بأن سمة المواد الإباحية العامة هي هيمنة الذكور ونتيجة لذلك فهو ضار جوهريًا بالمرأة ورفاهها. تعتقد أندريا دوركين أن المواد الإباحية لا تضر فقط في إنتاجها؛ بل باستهلاكها أيضًا، نظرًا لأن الإباحية ستطبع في ذهن المُشاهد تلقائيًا فكرة ازدراء المرأة. لخصت روبن مورغان وجهة نظر النسويات المناهضات للمواد الإباحية بأن الإباحية والعنف ضد المرأة مرتبطان في تصريحها: «الإباحية هي النظرية، والاغتصاب هو التطبيق».
تعرضت الحركة المناهضة للإباحية لانتقادات من قبل النسوية الإيجابية تجاه الجنس باعتبارها كبحًا للنشاط الجنسي، وخطوة نحو الرقابة. وصفت غايل روبين في مقالها «التفكير في الجنس: ملاحظات لنظرية راديكالية عن سياسة الحياة الجنسية» تحرير الجنس بأنه هدف نسوي، ويدين فكرة أن النسويات المناهضات للإباحية يتحدثن عن كل النسوية. تقدم غايل روبين فكرة أن المطلوب هو نظرية لحياة جنسية منفصلة عن الحركات النسوية. لخصت ويندي مكيلروي في «XXX: حق المرأة في الإباحية»، منظور النسوية الإيجابية تجاه الجنس: «الفوائد التي توفرها المواد الإباحية للنساء تفوق بكثير أي من عيوبها».
ركز النقاش حول الإباحية بين النسوية الراديكالية، والنسوية الليبيرالية على تصوير النشاط الجنسي للإناث مرتبطًا بالنشاط الجنسي للذكور في هذا النوع من الوسائط. تؤكد النسويات الراديكاليات على أن المواد الإباحية توضح تجسيد وتطبيع العنف الجنسي من خلال تقديم أعمال محددة، تهتم النسويات الليبيراليات في المقابل بوصمة «الأقليات الجنسية» والحق المحدود في ممارسة الاختيار الجنسي الذي سيُكبح دون الإباحية.